# Burnett Guffey
Burnett Guffey (ur. 26 maja 1905 w Del Rio w Tennessee, zm. 30 maja 1983 w Golecie w Kalifornii) – amerykański operator filmowy. Laureat Oscara. 

## Kariera
Karierę zaczynał na początku lat 20. XX wieku – był asystentem bardziej doświadczonych kamerzystów. Samodzielnie zaczął pracować dla wytwórni Columbia Pictures w 1944 r. Sześciokrotnie był nominowany do Oscara. Statuetkę otrzymał dwukrotnie: w 1954 za czarno-białe zdjęcia do Stąd do wieczności Freda Zinnemanna oraz w 1968 za Bonnie i Clyde Arthura Penna.

## Filmografia
W trakcie swej prawie 50-letniej pracy zawodowej współpracował przy realizacji 102 filmów długo- i krótkometrażowych oraz seriali i programów telewizyjnych.

### Krótkometrażowe
- 1929: Fairways and Foul (komedia/sport: czas – 20')
- 1944: Defective Detectives (komedia: 20')
- 1945: Calling All Fibbers (komedia: 16')
- 1946: A Bird in the Head (komedia: 16')
- 1948:
  - Screen Snapshots: Photoplay Gold Medal Awards (10')
  - Screen Snapshots: Smiles and Styles (sport: 10')
- 1957: Not One Shall Die (obyczajowy)

### Seriale/programy TV
- 1954-1957: The Ford Television Theatre (serial komediowy: 13 odcinków)
- 1957: The Web (serial obyczajowy: 3 odcinki)
- 1958: The Donna Reed Show (serial komediowy: 1 odcinek)
- 1958: The Ed Wynn Show (serial komediowy: 1 odcinek)
- 1958: Alcoa Theatre (serial obyczajowy: 2 odcinki)
- 1959: Westinghouse Desilu Playhouse (serial obyczajowy: 1 odcinek)
- 1959-1960: Goodyear Theatre (serial obyczajowy: 2 odcinki)
- 1961: The Law and Mr. Jones (serial obyczajowy: 1 odcinek)
- 1966: Gidget (serial komediowy: 2 odcinki)

### Fabularne
- 1944:
  - Sailor's Holiday (komedia: czas – 60')
  - U-Boat Prisoner (dramat wojenny: 66')
  - The Soul of a Monster (horror: 61')
  - Kansas City Kitty (musical: 71')
  - The Unwritten Code (dramat wojenny: 61')
  - Tahiti Nights (komedia: 63')
- 1945:
  - Eadie Was a Lady (komedia: 67')
  - I Love a Mystery (kryminał: 69')
  - Eve Knew Her Apples (komedia: 64')
  - Blonde from Brooklyn (komedia: 65')
  - The Gay Senorita (muzyczny: 69')
  - The Girl of the Limberlost (dramat: 60')
  - My Name Is Julia Ross (film noir: 65')
- 1946:
  - The Fighting Guardsman (przygodowy: 84')
  - A Close Call for Boston Blackie (kryminał: 60')
  - Meet Me on Broadway (musical: 78')
  - The Notorious Lone Wolf (komedia: 64')
  - Night Editor (film noir: 68')
  - Gallant Journey (biograficzny: 85')
  - So Dark the Night (film noir: 71')
- 1947:
  - Johnny O'Clock (film noir: 96')
  - Framed (film noir: 82')
- 1948:
  - To the Ends of the Earth (film noir: 109')
  - The Sign of the Ram (film noir: 84')
  - The Gallant Blade (przygodowy: 81')
- 1949:
  - Pukać do każdych drzwi (film noir: 100')
  - The Undercover Man (film noir: 85')
  - Niebezpieczna decyzja (film noir: 82')
  - Gubernator (film noir: 110')
  - And Baby Makes Three (komedia: 84')
- 1950:
  - Father Is a Bachelor (przygodowy: 83')
  - Pustka (film noir: 94')
  - Convicted (kryminał: 91')
  - Emergency Wedding (komediodramat: 78')
- 1951:
  - Sirocco (film noir: 98')
  - Two of a Kind (film noir: 75')
  - The Family Secret (kryminał: 85')
- 1952:
  - Scandal Sheet (film noir: 82')
  - The Sniper (film noir: 88')
  - Assignment - Paris (dreszczowiec: 85')
- 1953:
  - The Last Posse (western: 73')
  - Stąd do wieczności (dramat wojenny: 118')
- 1954:
  - Bestia ludzka (film noir: 91')
  - Private Hell 36 (film noir: 81')
  - The Bamboo Prison (dramat wojenny: 79')
- 1955:
  - The Violent Men (western: 96')
  - O życie świadka (film noir: 97')
  - Count Three and Pray (western: 102')
  - Three Stripes in the Sun (dramat wojenny: 93')
- 1956:
  - Battle Stations (dramat wojenny: 81')
  - Tym cięższy ich upadek (film noir: 109')
  - Storm Center (obyczajowy: 85')
  - O zmierzchu (film noir: 78')
- 1957:
  - The Strange One (film noir: 100')
  - The Brothers Rico (film noir: 92')
  - Jeden dzień w Sundown (western: 77')
- 1958:
  - The True Story of Lynn Stuart (kryminał: 78')
  - Screaming Mimi (film noir: 79')
  - Jakobowsky i pułkownik (komedia wojenna: 109')
- 1959:
  - Gidget (komedia: 95')
  - W drodze do Cordury (przygodowy: 123')
  - Edge of Eternity (kryminał: 80')
- 1960:
  - The Mountain Road (dramat wojenny: 102')
  - Z piekła do wieczności (biograficzny: 131')
  - Let No Man Write My Epitaph (obyczajowy: 105')
- 1961
  - Cry for Happy (komedia: 110')
  - Homicidal (horror: 88')
  - Mr. Sardonicus (horror: 89')
- 1962:
  - Ptasznik z Alcatraz (biograficzny: 147')
  - Kid Galahad (musical: 95')
- 1964:
  - Lot z Ashiyi (przygodowy: 100')
  - Zamieńmy się mężami (komedia: 130')
- 1965:
  - Król szczurów (dramat wojenny: 134')
- 1966: The Silencers (przygodowy: 102')
- 1967:
  - Jak dojść na szczyt i się nie zmęczyć (musical: 121')
  - Bonnie i Clyde (biograficzny: 111')
  - The Ambushers (komedia/SF: 102')
- 1968: Podział (kryminał: 90')
- 1969:
  - Where It's At (obyczajowy: 106')
  - Drzewo wiadomości (obyczajowy: 107')
  - Some Kind of a Nut (komedia: 90')
  - Wariatka z Chaillot (komediodramat: 132')
- 1970:
  - Halls of Anger (obyczajowy: 96')
  - A gdyby wszczęli wojnę i nikt się nie stawił? (komediodramat: 113')
  - Wielka nadzieja białych (dramat: 103')
- 1971: The Steagle (komedia: 87')